# Джон Йоахім
Джон Йоахім (англ. John Joachim, 8 квітня 1874 — 21 жовтня 1942) — американський академічний веслувальник.
Бронзовий призер Олімпійських Ігор 1904 року в складі розпашної двійки без стернового.